# Bursa (anatomi)
För andra betydelser se bursa.

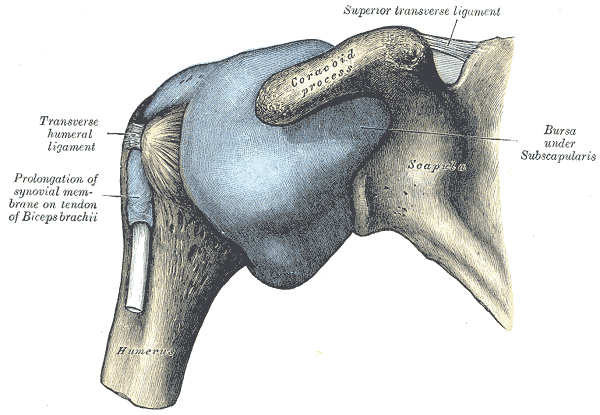
Höger axelled och dess bursor sedda framifrån (volart).
Illustration: Gray's Anatomy, 1918. (PD)

En bursa är en vätskefylld blåsa eller slemsäck som skyddar vävnad på utsatta ställen. Dess glidyta minskar friktionen mellan till exempel senor och muskler mot ben. Människans kropp innehåller hundratals bursor. 
Bursor bildas genom att det i bindväven trycks ut vätska som med tiden omges av en tunn vägg. Bursans form beror på den typ av friktion som muskeln eller senan utsätts för. I till exempel foten och handen bildar bursor rörformade kanaler kring muskelsenorna, så kallade senskidor (vagina tendinis).
I lederna kan bursorna ofta kommunicera med ledvätskan i ledhålorna.
Inflammation i en bursa kallas bursit.

## Typer av bursor
- Subkutan bursa (bursa synovialis subcutanea) - ligger under huden.
- Bursa synovialis submuscularis - ligger under en muskel och skyddar muskeln från friktion mot skelettet.
- Subfasciell bursa (bursa synovialis subfascialis) - ligger under en muskelfascia.
- Sub- eller intertendinös bursa (bursa synovialis subtendinea, bursa synovialis intertendinea) - ligger under en sena eller mellan två senor.

## Några av människokroppens bursor
Listan är ofullständig.

### Armens/övre extremitetens bursor
- Bursa musculi scapularis
- Bursa subcoracoidea
- Bursa radialis
- Bursa subacromialis
- Bursa subcutanea olecrani
- Bursa subdeltoidea
- Bursa ulnaris
- Bursa subtendinea musculi trapezii
- Bursa subcutanea acromialis
- Bursa musculi coracobrachialis
- Bursa subtendinea musculi infraspinati
- Bursa subtendinea muculi subscapularis
- Bursa subtendinea musculi teretis majoris
- Bursa subtendinea musculi latissimi dorsi
- Bursa intratendinea olecrani
- Bursa subtendinea musculi tricipitis brachii
- Bursa bicipitoradialis
- Bursa cubitalis interossea

### Benets bursor
- Bursa iliopectinea
- Bursa anserina
- Bursa infrapatellaris profunda
- Bursa musculi semimembranosi
- Bursa subcutanea infrapatellaris
- Bursa subcutanea praepatellaris
- Bursa subcutanea tuberositatis tibiae
- Bursa subtendinea musculi gastrocnemii medialis
- Bursa suprapatellaris
- Bursa tendinis calcanei
- Bursa trochanterica musculi glutei maximi

### Halsens bursor
- Bursa musculi tensoris veli palatini
- Bursa subcutanea prominentiae laryngeae
- Bursa retrohyoidea
- Bursa infrahyoidea